# Dialetto chioggiotto
Il chioggiotto (ciosòto o ciozoto, IPA /ʧoˈzoːto/) è una variante del veneziano lagunare proprio della città di Chioggia (soprattutto il centro storico e Sottomarina).
Nelle frazioni rurali del comune di Chioggia è più diffuso un dialetto affine al polesano (comunemente chiamato "contadìn").

## Storia
Il chioggiotto moderno deriva da due dialetti differenti, il chioggiotto antico ed il chioggiotto marinante. Quest'ultimo proprio di Sottomarina, ha fornito alla parlata attuale un contributo minore rispetto all'altro e oggi sopravvive solo tra gli individui anziani.
Le baruffe chiozzotte di Carlo Goldoni danno l'idea di come il chioggiotto antico nel XVIII secolo differisca dall'attuale.
Quello che più risalta è innanzitutto la cadenza cantilenante (simile, per certi versi, al genovese) che tende ad allungare le parole. Da ricordare anche la pronuncia della lettera 'l': nella maggior parte dei dialetti veneti per lo più viene omessa, nel chioggiotto è invece presente se non addirittura accentuata (quasi una 'gl', caratteristica derivata dal marinante).